# Lasioglossum ornduffi
Lasioglossum ornduffi är en biart som först beskrevs av Hurd 1970.  Lasioglossum ornduffi ingår i släktet smalbin, och familjen vägbin. Inga underarter finns listade i Catalogue of Life.